# Meurthe
Meurthe (wym. [mœɾtə]) – rzeka w północno-wschodniej Francji, przepływająca przez tereny departamentów Meurthe i Mozela oraz Wogezy, o długości 160,6 km. Stanowi prawy dopływ rzeki Mozeli. 
Swoje źródła ma w Wogezach w miejscowości Le Valtin między szczytem Hohneck a przełęczą Schlucht. Uchodzi do Mozeli w miejscowości Custines.

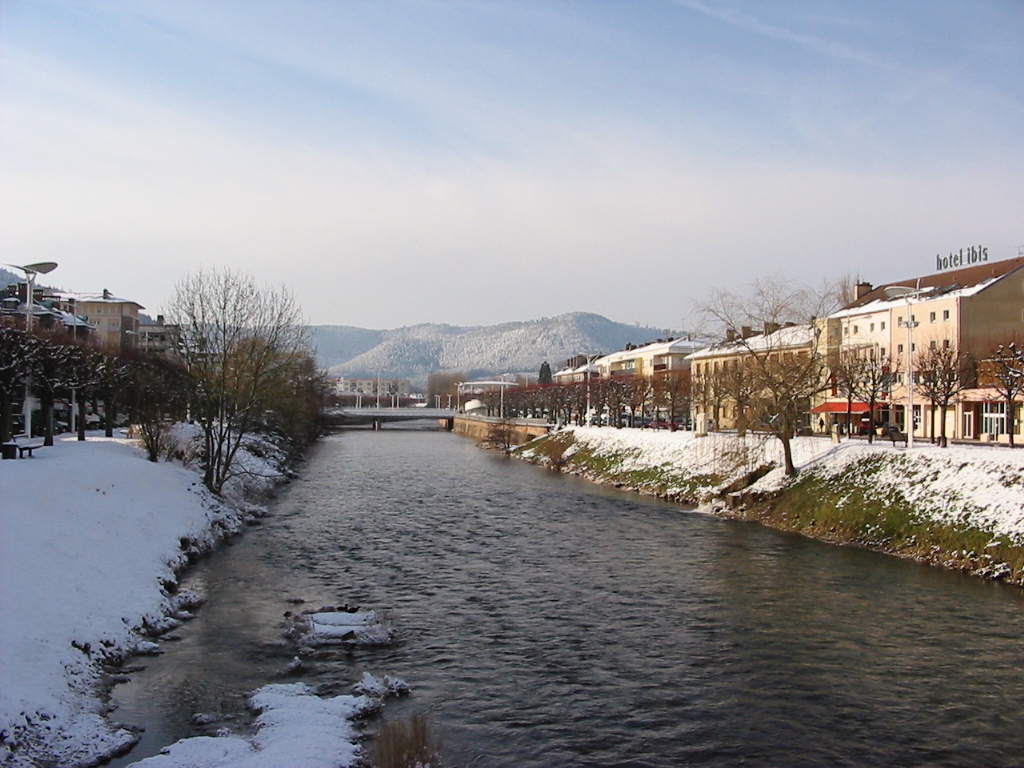
Meurthe w Saint-Dié-des-Vosges